# Silk (série télévisée)
Pour les articles homonymes, voir Silk.
Silk est une série télévisée britannique créée par Peter Moffat et diffusée entre le 22 février 2011 et le 31 mars 2014 sur la chaîne BBC One. Le titre (« soie » en français) fait référence à l'accession des barristers au Conseil de la Reine (Queen's Counsel), connu sous le terme « taking silk » (littéralement, « prendre la soie »).
La série est inédite dans tous les pays francophones.

## Synopsis
La série suit un groupe de barristers d'un cabinet de Londres. Certains d'entre eux postulent pour devenir membres du Conseil de la Reine, dont l'accession est communément appelé « taking the silk » en anglais, en référence à la soie utilisée pour la fabrication de leurs robes.

## Distribution
- Maxine Peake : Martha Costello
- Rupert Penry-Jones : Clive Reader
- Neil Stuke : Billy Lamb
- Alex Jennings : Alan Cowdrey
- Tom Hughes : Nick Slade
- Natalie Dormer : Niamh Cranitch
- Nina Sosanya : Kate Brockman
- John MacMillan : John Bright
- Dorian Lough : Keith Wearing
- Phil Davis : Mickey Joy
- Frances Barber : Caroline Warwick
- Indira Varma : George Duggan
- Jamie Parker : Captain Cassidy

## Épisodes

### Première saison (2011)
Elle a été diffusée du 22 février 2011 au 29 mars 2011.
1. Titre français inconnu (Episode One)
2. Titre français inconnu (Episode Two)
3. Titre français inconnu (Episode Three)
4. Titre français inconnu (Episode Four)
5. Titre français inconnu (Episode Five)
6. Titre français inconnu (Episode Six)

### Deuxième saison (2012)
Une seconde saison a été commandée par la BBC et a été diffusée du 15 mai 2012 au 20 juin 2012.
1. Titre français inconnu (Episode One)
2. Titre français inconnu (Episode Two)
3. Titre français inconnu (Episode Three)
4. Titre français inconnu (Episode Four)
5. Titre français inconnu (Episode Five)
6. Titre français inconnu (Episode Six)

### Troisième saison (2014)
Une troisième saison a été commandée par la BBC, elle a été diffusée du 24 février 2014 au 31 mars 2014.
1. Titre français inconnu (Episode One)
2. Titre français inconnu (Episode Two)
3. Titre français inconnu (Episode Three)
4. Titre français inconnu (Episode Four)
5. Titre français inconnu (Episode Five)
6. Titre français inconnu (Episode Six)

## Distinctions

### Nominations
- British Academy Television Awards 2013 : meilleure série dramatique